# Simfonia per a violoncel
La Simfonia per a violoncel, op. 68, va ser escrita el 1963 pel compositor britànic Benjamin Britten. Va dedicar l'obra a Mstislav Rostropóvitx, qui va estrenar la peça a Moscou amb el compositor dirigint l'Orquestra Filharmònica de Moscou el 12 de març de 1964. El títol de l'obra reflecteix un major equilibri entre el solista i l'orquestra, que en el tradicional format de concert.
La peça es compon dels quatre moviments habituals d'una simfonia, però els dos últims moviments estan units per una cadenza:
- Allegro maestoso
- Presto inquieto
- Adagio – cadenza ad lib
- Passacaglia: Andante allegro